# Libnotes (Libnotes) luteiventris neovittata
Libnotes (Libnotes) luteiventris neovittata is een ondersoort van de tweevleugelige Libnotes (Libnotes) luteiventris uit de familie steltmuggen (Limoniidae). De ondersoort komt voor in het Oriëntaals gebied.